# 恩斯特·德洛赫
恩斯特·德洛赫（德語：Ernst Deloch，1886年5月17日—？），德国男子马术运动员。他曾代表德国参加1912年夏季奥林匹克运动会马术比赛，获得团体场地障碍赛铜牌。